# Selah Sue (album)
Selah Sue è il primo album della cantante belga Selah Sue, pubblicato nel 2011 dalla Because Music, sussidiaria della Warner. Il disco, distribuito in Belgio, Francia, Paesi Bassi, Regno Unito, Europa, Messico (dalla Warner), Argentina e Stati Uniti, ottiene un grande riscontro commerciale, arrivando al primo posto nelle classifiche in Belgio e al secondo nei Paesi Bassi, dov'è certificato disco d'oro. In Francia si ferma alla nona posizione, restando in classifica per 229 settimane tra il 2011 e il 2017, metà delle quali consecutive. Entra anche in una classifica della statunitense Billboard. A fine anno 2011, è il secondo disco complessivamente più venduto nelle Fiandre, dietro al solo 21 di Adele. Ottiene le certificazioni di disco di platino in Polonia, doppio disco di platino in Francia e quadruplo disco di platino in Belgio.
| Recensione | Giudizio |
| ---------- | -------- |
| AllMusic   | positivo |

## Tracce
1. This World – 4:45 (Sanne Putseys, Louis Favre, Joachim Saerens, Pieter Jan Seaux) – Patrice
2. Peace of Mind – 4:03 (Putseys, Farhad Samadzada) – Farhot
3. Raggamuffin – 2:40 (Putseys) – Patrice
4. Crazy Vibes – 3:48 (Putseys, Samadzada, Torsten Haas, Fetsum Sebhat) – Farhot
5. Black Part Love – 4:03 (Putseys) – Farhot
6. Mommy – 3:37 (Putseys) – Meshell Ndegeocello
7. Explanations – 2:47 (Putseys) – Sirius
8. Please (featuring Cee Lo Green) – 5:05 (Thomas DeCarlo Callaway) – Matt Karmil, Patrice, Salaam Remi (co-prod.)
9. Summertime – 4:41 (Putseys) – Patrice
10. Crazy Sufferin Style – 4:08 (Putseys, Samadzada, Patrice Bart-Williams) – Patrice
11. Fyah Fyah – 4:02 (Putseys) – Patrice
12. Just Because I Do – 2:53 (Putseys, Pieter Steeno) – Steeno

Traccia bonus su iTunes
1. I Truly Loved Ya – 2:59 (Putseys) – Patrice

Edizione in USA
1. This World – 4:45 (PutseyS, Favre, Saerens, Seaux) – Patrice
2. Raggamuffin – 2:40 (Putseys) – Patrice
3. On the Run – 3:23 (Putseys, Samadzada) – Farhot
4. Crazy Sufferin Style – 4:08 (Putseys, Samadzada, Bart-Williams) – Patrice
5. Mommy – 3:37 (Putseys) – Ndegeocello
6. Fade Away – 3:27 (Putseys, Jerry Duplessis, Ronnie Jackson) – Duplessis
7. Please (featuring Cee Lo Green) – 5:05 (Callaway) – Karmil, Patrice, Remi (co-prod.)
8. Peace of Mind – 4:03 (Putseys, Samadzada) – Farhot
9. Crazy Vibes – 3:48 (Putseys, Samadzada, Haas, Sebhat) – Farhot
10. Fyah Fyah – 4:02 (Putseys) – Patrice
11. Break – 4:14 (Putseys) – Patrice
12. Just Because I Do – 2:53 (Putseys, Steeno) – Steeno
13. Raggamuffin (Remix) (featuring J. Cole) – 3:29 (Putseys, Jermaine Lamar Cole) – Patrice

## Classifiche

### Classifiche settimanali
| Classifica (2011-2012) | Posizione massima |
| ---------------------- | ----------------- |
| Belgio (Fiandre)       | 1                 |
| Belgio (Vallonia)      | 1                 |
| Francia                | 9                 |
| Paesi Bassi            | 2                 |
| US Heatseekers Albums  | 8                 |
| Svizzera               | 32                |

### Classifiche di fine anno
| Classifica (2011) | Posizione massima |
| ----------------- | ----------------- |
| Belgio (Fiandre)  | 2                 |
| Belgio (Vallonia) | 4                 |
| Francia           | 22                |
| Paesi Bassi       | 13                |
| Svizzera          | 100               |
| Classifica (2012) | Posizione massima |
| Belgio (Fiandre)  | 12                |
| Belgio (Vallonia) | 10                |
| Francia           | 28                |
| Paesi Bassi       | 60                |
| Classifica (2013) | Posizione massima |
| Belgio (Fiandre)  | 148               |
| Belgio (Vallonia) | 123               |